# 第二共和国 (大韓民国)

大韓民国
대한민국 (韓国語)
大韓民國 (韓国語)

国歌: 애국가（朝鮮語）
愛国歌

大韓民国の位置

第二共和国（だいにきょうわこく）とは、1960年の四月革命から1961年の5・16軍事クーデターまでの間、大韓民国に存続した政体である。この間、第一共和国期の反省から議院内閣制が採用され、尹潽善が大統領に、張勉が国務総理に就任したが、政治的混乱の末に5・16軍事クーデターが発生し短命に終わった。

## 成立
1960年4月、李承晩の第一共和国が四月革命によって打倒された後、後続政権は一時的に許政国務総理率いる暫定行政機構が担った。そして、同年6月15日には、民主的な憲法改正で第二共和国憲法が制定された。
政体を変革するに当たり、強い大統領制が李承晩の独裁を招いた経験から、第二共和国憲法では大統領制ではなく議院内閣制を採用することで、第二共和国と第一共和国の区別をはかった。これは、大韓民国史上唯一無二の出来事であり、政治的実権は国務総理が担当し、大統領は儀礼的な国家元首として機能することとなった。また、第二共和国憲法の他の特徴としては、国民基本権保障の強化、地方自治制度の施行、民議院と参議院による両院制の国会などが挙げられる。
政体が整った後、1960年7月29日に新しい議会選挙が実施され、李承晩政権に対抗していた民主党が容易に第一党の座を獲得した。そして、1960年8月13日には、尹潽善が大統領に、張勉が政府の首班である国務総理にそれぞれ就任し、本格的な第二共和国が成立した。

## 政治
第二共和国政府は、自由化の方向でさまざまな分野の改革を進めた。また、李承晩政権下で暗礁に乗り上げていた日韓国交正常化交渉を本格的に再開し、自民党代表団の訪韓を実現させた。ただし、民主党内部では新派・旧派による政治内紛が深刻化し、特に旧派の尹潽善大統領と、新派の代表格で政治的実権を握っていた張勉国務総理との間で確執が絶えなかった。そのため、尹潽善が離党して新民党を結成するなど政情は流動的で、第二共和国の政権基盤は激しく弱体化・腐敗していった。
第二共和国が成立すると、李承晩に抑圧されていた国民はここぞとばかりに声を上げ始め、政治活動は激増した。政治活動の多くは、第一共和国打倒の立役者となった学生集団と左翼活動家によるものであり、革新政党が続々結成されたほか、労働組合員数とその活動が1960年の第二共和国期にどんどん増加していった。それに伴い、韓国全土でデモの嵐が吹き荒れるようになり、結果的に、第二共和国期にはおよそ2,000にも及ぶデモが断続的に実施され続けた。
そのような状況下で、独裁打倒の余勢を駆った韓国学生運動は、次第に南北朝鮮の統一を志向し始めた。政府に先んじて、朝鮮民主主義人民共和国（北朝鮮）の朝鮮学生委員会と南北学生会談を設定し、板門店を目指して10万人デモを開始した。自由主義派で、公権力の行使を躊躇する張勉内閣は、学生を制止しようとしなかった。そのため、全韓国人の夢である朝鮮の統一が、目前であるかのような雰囲気に韓国は見舞われた。
左派からの圧力の下で、張勉内閣は学生や左派人士の活動を放任する一方で、第一共和国期の反民主的な活動や不正活動に関わった役人や軍人、警察官に対する一連の公職追放措置を実施した。1960年10月31日に制定された特別法によって4万人の関係者が調査を受け、2,200人以上の役人と約4,000人の警察官が追放措置を受けた。さらに内閣は、最終的に計画は棚上げされたものの、韓国軍の兵員を約10万減少させる計画も考えた。

## 経済事情
第二共和国は、経済分野における不安定要素の膨張に直面し、韓国経済は停滞し続けた。失業率と卸値が上昇し続けた他、1960年の秋から1961年の春までの間に、ドルに対するウォンの価値が半分にまで暴落した。一方、共和国政府は独自に五ヵ年の経済開発計画を策定したが、5・16軍事クーデターで政府が機能を停止する前にそれを実行することはできなかった。

## 終焉
国民の自由を最大限に保障した第二共和国の治世は、保守派の人士に「社会の不安定化」という印象を与えた。第一共和国期の活動による公職関係者の追放措置に対する不満が積もった他、第二共和国の腐敗や自由主義政策による社会運動の放任、特に北朝鮮との対話をもとめる学生たちのアジテーションに対し、韓国軍が危機感を抱くようになった。それにより、1961年5月16日、朴正煕少将や金鍾泌中佐など陸軍士官学校8期生が中心となって5・16軍事クーデターを起こし、四月革命後の非国家主義思想を弾圧、国家再建最高会議という名の下で軍政を実施し、第二共和国は1年足らずで崩壊した。
2022年にハンギョレに寄稿したイ・ジンスンは、民衆も第二共和国政権の不徹底な改革や失政に失望し、論壇や学生といった勢力も含めて朴正熙らの政権奪取を歓迎・支持したと記している。